# Shiliin Bogd
Shiliin Bogd (en mongol: Шилийн богд) es un volcán extinto en el este del país asiático de Mongolia. El Shiliin Bogd es el pico más alto de la provincia de Sükhbaatar con 1.778 metros (5.833 pies) sobre el nivel del mar, tiene un cráter de 2 kilómetros de ancho y más de 300 metros (980 pies) de profundidad. Sus alrededores forman parte de una reserva natural.